# Епархия Исанги
Епархия Исанги (лат. Dioecesis Isangiensis) — епархия Римско-Католической церкви с центром в городе Исанга, Демократическая Республика Конго. Епархия Исанги входит в митрополию Кисангани. Кафедральным собором епархии Кабинды является церковь Пресвятой Девы Марии.

## История
14 июня 1951 года Римский папа Пий XII издал буллу «Enascentium inter», которым учредил апостольскую префектуру Исанги, выдели его из апостольских викариатов Басанкусу (сегодня — Епархия Басанкусу), Кокиатвиля (сегодня — Архиепархия Мбандаки-Бикоро), Лисалы (сегодня — Епархия Лисалы) и Стенливиля (сегодня — Архиепархия Кисангани).
2 июля 1962 года Римский папа Иоанн XXIII выпустил буллу «Decessorum Nostrorum», которой преобразовал апостольскую префектуру Исангт в епархию.

## Ординарии епархии
- епископ Lodewijk Antoon Jansen S.M.M.[1] (1952 — 20.04.1988);
- епископ Louis Mbwôl-Mpasi O.M.I. (1.09.1988 — 20.05.1997) — назначен епископом Идиофы;
- епископ Camille Lembi Zaneli (2.06.2000 — 8.07.2011);
  - вакансия.

## Источник
- Annuario Pontificio, Libreria Editrice Vaticana, Città del Vaticano, 2003, ISBN 88-209-7422-3
- Булла Enascentium inter, AAS 43 (1951), стр. 663  (лат.)
- Булла Decessorum Nostrorum, AAS 55 (1963), стр. 811  (лат.)